# أول هانسن
أول هانسن (بالدنماركية: Ole Hansen)‏ هو سياسي دانمركي، ولد في 17 ديسمبر 1855، وتوفي في 26 يونيو 1928.